# Borboleta-azul
A borboleta-azul (Phengaris alcon), é uma borboleta da família Lycaenidae que pode ser encontrada na Europa e Ásia setentrional. Pode ser vista durante o verão. Como outras espécies de Lycaenidae, no seu estádio larvar (lagarta) depende do apoio de certas formigas; como tal é designada como uma espécie mirmecófila.

## Ciclo de vida

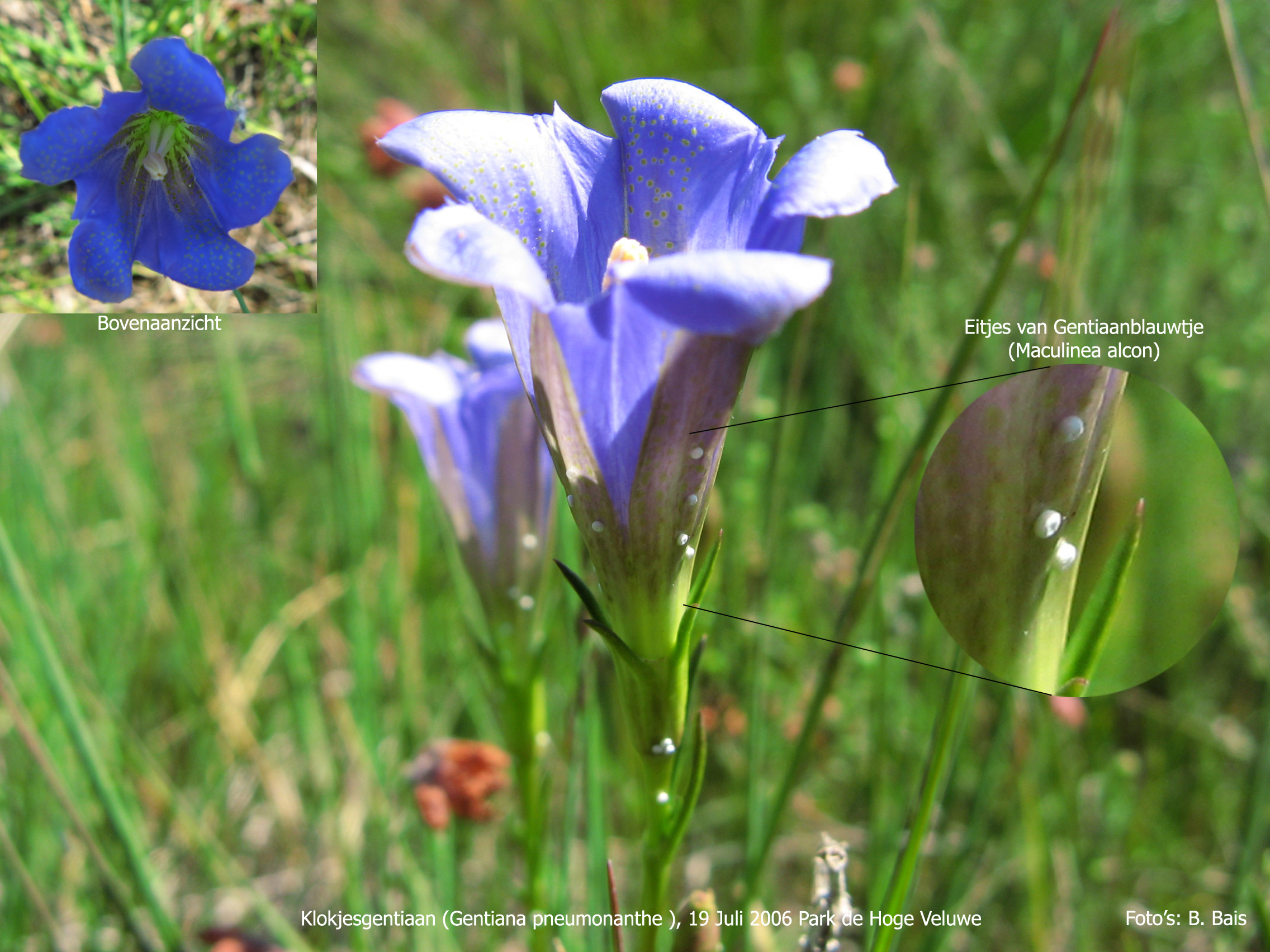
Ovos de borboleta-azul em genciana-de-turfeiras

Esta borboleta deposita os seus ovos na genciana-de-turfeiras (Gentiana pneumonanthe); na região dos Alpes são às vezes encontrados na Gentiana asclepiadea).. As lagartas não comem outras plantas.
As larvas abandonam a planta após crescerem suficientemente (4º instar) e aguardam no solo abaixo até serem encontradas por formigas. As larvas emitem químicos superficiais (alomonas) muito semelhantes às das larvas das formigas, levando as formigas a transportarem as larvas da borboleta para os seus ninhos colocando-as juntamente com as suas larvas; ali são alimentadas pelas formigas operárias e devoram as larvas de formiga.
Quando a larva da borboleta está totalmente desenvolvida transforma-se em pupa. Quando o adulto emerge tem de empreender a fuga do ninho de formigas. Estas reconhecem a borboleta como um intruso, mas quando tratam de atacá-la com as suas mandíbulas não conseguem agarrá-la pois a borboleta possui uma camada espessa de escamas que se soltam facilmente.

## Parasitismo e predadores
Com o tempo, algumas colónias de formigas parasitadas desta forma alteram ligeiramente as alomonas das larvas como forma de defesa, levando a uma "corrida às armas" evolucionária entre as duas espécies.
De um modo geral, as espécies de Lycanidae que têm uma relação mirmecófila com as formigas do género Myrmica apresentam especificidade de hospedeiro.
A borboleta-azul é diferente neste aspecto pois usa diferentes espécies de hospedeiros em diferentes regiões da Europa. Entre elas enconram-se Myrmica scabrinodis, Myrmica ruginodis, e Myrmica rubra.
As larvas de borboleta-azul são procuradas debaixo do solo pela vespa Ichneumon eumerus. Ao detectar uma larva de borboleta-azul, a vespa entra no ninho e dispersa uma feromona que faz com que as formigas do ninho se ataquem mutuamente. Na confusão resultante, a vespa localiza a larva da borboleta e injecta-a com os seus próprios ovos. No estádio de pupa da borboleta, os ovos de vespa eclodem e as larva da vespa consomem a pupa por dentro.

## Em Portugal
Em Portugal encontra-se fortemente ameaçada. Pode ser encontrada no Alvão e no Barroso. A maior colónia encontra-se no Parque Natural do Alvão, em Lamas de Olo.